# Regressrätt
Regressrätt  är en rätt som tillerkänns någon som har betalt annans skuld att återkräva vad han betalt från rätt betalningsskyldig (gäldenär). 
Regressrätten kan grunda sig på olika saker. Ett villkor är dock gemensamt för alla fall där att återkrav ska kunna ske, nämligen att den som återkräver verkligen ska ha erlagt betalning. 
Regressrätten utövas på så sätt att den som erlagt betalning framställer krav på betalning till den mot vilken regress utövas. Vägrar denne att betala frivilligt måste talan anhängiggöras vid domstol. 
Preskriptionstiden vid regress är normalt 10 år räknat från dagen för regressfordrans uppkomst utom vid försäkringsgivares regress där preskriptionstiden vid regress mot försäkringstagare är tre år enligt 31 § trafikskadelagen. Jämför NJA 2009 s 94 där tioårig preskriptionstid ansågs gälla mellan två försäkringsgivare.
Vid regress mot konsument gäller en treårig preskriptionstid.

## Exempel på fall då regressrätt kan utövas
- Borgensman när han på grund av borgen betalt annans skuld.
- En av flera borgensmän som är solidariskt betalningsskyldiga har ensam fått betala. Han har då regressrätt - förutom mot gäldenären - mot övriga borgensmän för deras andel. Om det till exempel finns tre solidariska borgensmän och en har fått lösa en kredit på 90 000 kr så kan han "regressa" med 30 000 kr mot envar av de två andra och med fulla beloppet mot gäldenären. Skulle då gäldenären betala 30 000 kr så måste borgensmannen sätta ner sin regress till 20 000 kr mot envar av de andra två borgensmännen. Skulle det senare visa sig att endast en av dem kan betala så får han öka på regressen med 10 000 kr mot den andre. I detta exempel så har - sedan regress genomförts gäldenären och två borgensmän var och en erlagt 30 000 kr.
- En av flera skadeståndsskyldiga som enligt 6 kap 4 § skadeståndslagen ensam har fått erlägga hela skadeståndet.[3]
- En av flera styrelseledamöter i aktiebolag, har regressrätt mot övriga i styrelsen,  förutsatt att styrelseledamöterna anses som medansvariga enligt NJA 2009 s. 221.[4]
- Statens bostadskreditnämnds utbetalning på grund av kreditgaranti. [5]
- Återförsäljares regresskrav mot tillverkare för utbetald ersättning till kund/konsument när utrustning inte uppfyller EU:s regler om produktsäkerhet enligt 11 § produktansvarslagen (1992:18).[6]
- Tredjemanspantsättare vars pant tagits i anspråk för gäldenärs skuld. Samma regressrätt som vid betalning på grund av borgen gäller.
- Brottsoffermyndighetens krav mot gärningsman när myndigheten måste ersätta brottsoffer.[7]
- Försäkringsgivares regress mot skadevållare. 
  - Enligt överenskommelse mellan försäkringsbolagen är regressrätten begränsad på flera sätt.
  - Krav får inte ställas om beloppet understiger ett prisbasbelopp. Regress mot fysisk person för skada som omfattas av ansvarsförsäkring inom konsumentförsäkring[förtydliga] får utövas endast om denne ansvarar för skadan på grund av uppsåt eller grov vårdslöshet eller skadan uppkommit i samband med dennes förvärvsverksamhet. Preskriptionstiden är två år.[8]
- Redares ansvar för skada som vållats av befälhavare eller medlem av besättningen eller skada som vållats av lots och orsakats genom fel eller försummelse i tjänst enligt 7 kap 1 § sjölagen.[9]
- För solidariskt skadeståndsskyldiga enligt miljöbalken ska regress ske mellan dem efter vad som är skäligt med hänsyn till grunden för skadeståndsansvaret, möjligheterna att förebygga skadan och omständigheterna i övrigt.[10]

Med grunden för skadeståndsansvaret avses främst att den som ansvarar utan eget vållande har regressrätt mot den som svarar på grund av vårdslöshet.
Även graden av vållande kan beaktas, liksom om någon av de skadeståndsskyldiga är strikt ansvarig och dessutom vållande.
Med omständigheterna i övrigt avses bland annat i vems intresse arbetet utförts. När till exempel en fastighetsägare ansvarar tillsammans med den som brukar fastigheten torde denna omständighet kunna tillmätas betydelse. I sådana fall får verksamheten oftast anses bedriven i första hand i brukarens intresse.
Även sådana faktorer som föreliggande ansvarsförsäkringar och försäkringsmöjligheter kan påverka bedömningen. Det är något oklart om bestämmelsen ska tillämpas om den ene ansvarar enligt miljöbalken och den andre enligt allmänna skadeståndsregler. Man har antagit resultatet blir i stort sett detsamma, särskilt om hänsyn tas till att miljöbalkens regel i första rummet avser strikt ansvar, medan de allmänna reglerna i första hand utgår från förhållandet mellan flera som ansvarar på grund av vållande.
Regress föreligger dock inte för svenska staten i det fall staten på grund av bestämmelse i lag - i detta fall 5 § Zoonoslagen (1999:658) - utgivit ersättning. Se Högsta domstolens beslut i Mål nr Ö 3867-06 meddelat 6 februari 2008.

## Fotnoter
1. ↑  https://lagen.nu/1975:1410#P31
2. ↑  https://lagen.nu/dom/nja/2009s94
3. ↑  https://lagen.nu/1972:207#K6P4
4. ↑  https://lagen.nu/dom/nja/2009s221
5. ↑  ”Ersättning ur kreditgarantin”. Arkiverad från originalet den 25 maj 2012. https://archive.is/20120525211315/http://www.bkn.se/Kreditgaranti/Ersattning-ur-kreditgarantin/. Läst 5 mars 2009.
6. ↑  https://lagen.nu/1992:18#P11
7. ↑  
”Regressverksamheten”. Arkiverad från originalet den 13 augusti 2010. https://web.archive.org/web/20100813052946/http://www.brottsoffermyndigheten.se/default.asp?id=1522&refid=1213&parentId=1296. Läst 5 mars 2009.
8. ↑  ”Regressöverenskommelse”. Arkiverad från originalet den 14 november 2008. https://web.archive.org/web/20081114101639/http://www.forsakringsforbundet.com/templates/Page____417.aspx?epslanguage=SV. Läst 5 mars 2009.
9. ↑  https://lagen.nu/1994:1009#K7
10. ↑  https://lagen.nu/1998:808#K32P8
11. ↑  SOU 2002:1 sid 211
12. ↑  ”Arkiverade kopian”. Arkiverad från originalet den 17 oktober 2014. https://web.archive.org/web/20141017153829/http://www.dom.se/Domstolar/hogstadomstolen/Avgoranden/2008/2008-02-06%20O%203867-06%20Beslut.pdf. Läst 11 mars 2009.